# Francesco Quinn
Francesco Daniele Quinn (ur. 22 marca 1963 w Rzymie, zm. 5 sierpnia 2011 w Malibu) – amerykański aktor telewizyjny i filmowy meksykańskiego, irlandzkiego i włoskiego pochodzenia, występował w roli Rhaha w nagrodzonym Oscarem sensacyjnym dramacie wojennym o wojnie wietnamskiej Olivera Stone’a Pluton (Platoon, 1986).

## Życiorys

### Wczesne lata
Urodził się w Rzymie jako syn Anthony’ego Quinna (1915-2001), aktora amerykańskiego pochodzenia meksykańsko-irlandzkiego, laureata Oscara, i projektantki kostiumów pochodzenia włoskiego Jolandy Addolori. Wychowywał się wraz z młodszymi braćmi – Dannym (ur. 16 kwietnia 1964) i Lorenzo (ur. 7 maja 1966).
Miał też przyrodnie rodzeństwo z innych związków ojca; braci – Christophera (ur. 27 października 1938. zm. 15 marca 1941) i Duncana (ur. 4 sierpnia 1945) oraz siostry – Christinę (ur. 1 grudnia 1941), Catalinę (ur. 21 listopada 1942) i Valentinę (ur. 26 grudnia 1952). Jego rodzice rozwiedli się 19 sierpnia 1997, ojciec miał z kolejnych związków trzech synów: Seana (ur. 7 lutego 1973), Alexa A. (ur. 30 grudnia 1976) i Ryana (ur. 5 lipca 1996) oraz córkę Antonię (ur. 23 lipca 1993).

### Kariera
Poznawał tajniki gry aktorskiej w nowojorskim Herbert Berghof Studio w Greenwich Village. W 1985 roku Franco Rossi zaangażował go do roli Marka Winicjusza we włoskim miniserialu RAI Quo vadis? z Klausem Marią Brandauerem, Frederikiem Forrestem i Maxem von Sydow. Rok potem wystąpił w roli dilera narkotykowego żołnierza Rhaha w dramacie wojennym Olivera Stone’a Pluton (Platoon, 1986) u boku Toma Berengera, Willema Dafoe i Charliego Sheena. Po gościnnych występach w serialach: NBC Policjanci z Miami (Miami Vice, 1987), Showtime Pamiętnik Czerwonego Pantofelka (Red Shoe Diaries, 1992), ABC Kroniki młodego Indiany Jonesa (The Young Indiana Jones Chronicles, 1992), wystąpił w roli młodego Santiago w telewizyjnej adaptacji powieści Ernesta Hemingwaya Stary człowiek i morze (The Old Man and the Sea, 1990).
Spróbował swoich sił jako reżyser dramatu telewizyjnego Święta Bożego Narodzenia O. Henry’ego (O. Henry’s Christmas, 1996) z udziałem swojego ojca. John Milius powierzył mu rolę Rafaela Castillo w miniserialu TNT Śmiałkowie (Rough Riders, 1997) z udziałem Toma Berengera, Sama Elliotta i Gary’ego Buseya. Zajął się także dubbingiem, użyczając swojego głosu do gier komputerowych, w tym Command & Conquer: Tiberian Sun (1999). W operze mydlanej CBS Żar młodości (The Young and the Restless, 1999-2001) zagrał postać Tomasa del Cerro, chłopaka Niny Webstera (Tricia Cast), za którą w roku 2000 był nominowany do ALMA Award. W miniserialu Stevena Spielberga Na Zachód (Into the West, 2005) wcielił się w rolę latynoskiego kapitana Salamancę. Był szeryfem w telewizyjnym westernie Hallmark Przysięga szeryfa (A Gunfighter’s Pledge, 2008) z Lukiem Perrym i C. Thomasem Howellem. Wśród innych filmów na jego liście jest także thriller polityczny Corruption.Gov (2010) z Michaelem Madsenem i Lee Majorsem.

## Życie prywatne
Quinn preferował sporty takie jak narciarstwo, snowboarding, windsurfing, freediving, kolarstwo szosowe, kolarstwo górskie, a także aktywnie brał udział w wyścigach motocross i wyścigach rowerowych. Był również zapalonym motocyklistą i pełnił funkcję rzecznika Rady Przemysłu Motocyklowego i Honda.
20 września 1992 poślubił Irlandkę Julie McCann, siostrzenicę dwukrotnego mistrza świata w snookerze z Belfastu Alexa Higginsa, z którą miał bliźniaki – syna Max i córkę Michelę (ur. 2002), ochrzczone przez Jana Pawła II. Zamieszkali w Sherman Oaks w Kalifornii. 22 marca 2011 ich małżeństwo zakończyło się rozwodem. Później po rozwodzie miał romans z aktorką i malarką Valentiną Castellani, którą poznał w 2009 roku, gdy oboje nagrywali dubbing do włoskiej wersji filmu Rona Howarda Anioły i demony.
Zmarł nagle 5 sierpnia 2011 w swym domu w Malibu na atak serca w wieku 48. lat.

## Filmografia

### Filmy
- 1986: Pluton (Platoon) jako Rhah
- 1989: Stradivarius jako Alessandro
- 1989: Casablanca Express jako kpt. Franchetti
- 1990: Stary człowiek i morze (The Old Man and the Sea) jako młody Santiago
- 1994: Dzieje Apostolskie (The Visual Bible: Acts, TV) jako Szczepan
- 1995: Pamiętnik Czerwonego Pantofelka (Red Shoe Diaries 5: Weekend Pass) jak Tommy
- 1995: Superpies (Top Dog) jako Mark Curtains
- 1997: Cannes Man jako Frank ‘Rhino’ Rhinoslavsky
- 1998: Śmiertelny okup' (Deadly Ransom) jako Luis Mendes
- 1998: Placebo Effect jako Zac
- 2000: Nowhere Land jako Walfredo
- 2002: Prawie kobieta (Almost a Woman, TV) jako Don Carlos
- 2003: Vlad jako Vlad Tepes
- 2006: W parku (Park) jako pracownik tlący park
- 2006: Cut Off jako agent Jones
- 2007: Afganistan (Afghan Knights) jako Amad
- 2008: A Gunfighter’s Pledge (TV) jako szeryf
- 2008: Broken Promise jako Santos
- 2008: Hell Ride jako Machete
- 2008: Danny Fricke (TV) jako Pablo Vicente
- 2009: Four Single Fathers jako Dom
- 2010: Corruption.Gov jako Ron Garcia
- 2010: Rollers jako Quinn
- 2010: Mass Effect 2 – głos
- 2011: Transformers 3 (Transformers: Dark of the Moon) jako Dino/Mirage (głos)
- 2011: Justice for Natalee Holloway (TV) jako Ricardo Flores

### Seriale TV
- 1985: Quo vadis? jako Marek Winicjusz
- 1987: Policjanci z Miami (Miami Vice) jako Francesco Cruz
- 1992: Kroniki młodego Indiany Jonesa (The Young Indiana Jones Chronicles) jako Francois
- 1997: JAG – Wojskowe Biuro Śledcze (JAG) jako Mustafa Ben Kessar
- 1998: Mściciel (Vengeance Unlimited) jako pułkownik Oscar Ponce
- 1998: JAG – Wojskowe Biuro Śledcze (JAG) jako kapitan Bedouin
- 2000: Żar młodości (The Young and the Restless) jako Tomas del Cerro
- 2000: Dobro kontra zło (G vs E) jako agent Shaw
- 2001: Żar młodości (The Young and the Restless) jako Tomas del Cerro
- 2002: Jordan (Crossing Jordan) jako lider kubański
- 2002: Agentka o stu twarzach (Alias) jako Minos Sakkoulas
- 2002: JAG – Wojskowe Biuro Śledcze (JAG) jako Kabir Atef
- 2003: 24 godziny jako Syed Ali
- 2003: The Handler jako detektyw Lopez
- 2004: Agenci NCIS (Navy NCIS: Naval Criminal Investigative Service) jako sierżant Gunnery
- 2004: Ostry dyżur (ER) jako dr Alfonso Ramirez
- 2004: CSI: Kryminalne zagadki Miami (CSI: Miami) jako Fidel
- 2005: Zabójcze umysły (Criminal Minds) jako Michael Russo
- 2006: Agenci NCIS (Navy NCIS: Naval Criminal Investigative Service) jako Luis Romero
- 2007: Tinseltown jako Arturo
- 2008: The Shield: Świat glin jako Beltran / Guillermo Diaz
- 2010-2011: Zbrodnie Palm Glade (The Glades)
- 2011: Mystery! jako Gilberto Nieddu
- 2011: Zen jako Gilberto Nieddu
- 2011: Il commissario Manara jako Fabrizio Raimondi